# Fivizzano
Fivizzano és un comune (municipi) de la província de Massa i Carrara, a la regió italiana de la Toscana, a la Lunigiana. A 1 de gener de 2019 la seva població era de 7.579 habitants.
Fivizzano limita amb els següents municipis: Aulla, Carrara, Collagna, Fosdinovo, Licciana Nardi, Minucciano, Casola in Lunigiana, Massa, Sillano, Comano i Giuncugnano.